# Alberto Stefani

Alberto Stefani (1971)

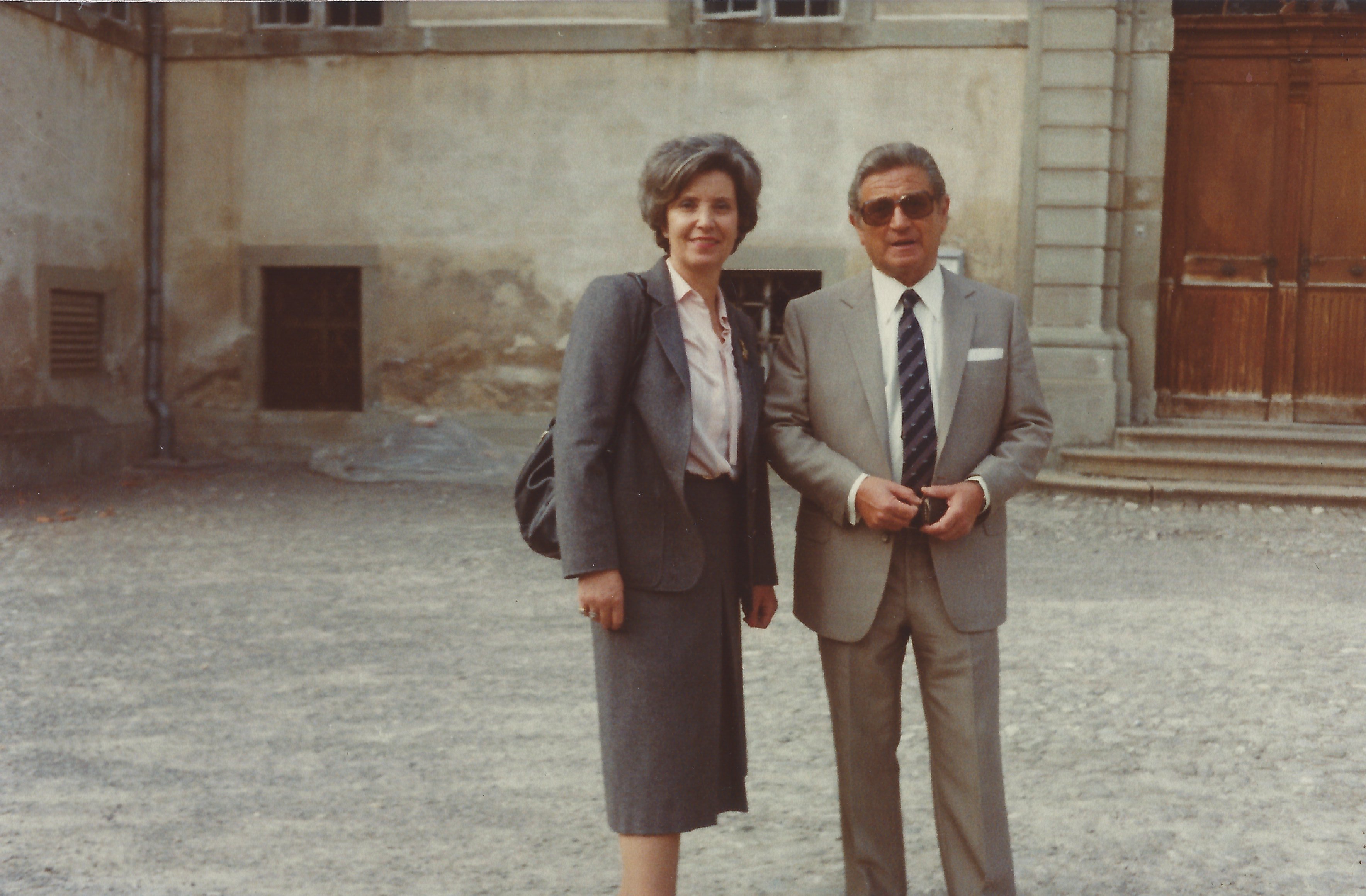
Alberto und Livia Stefani

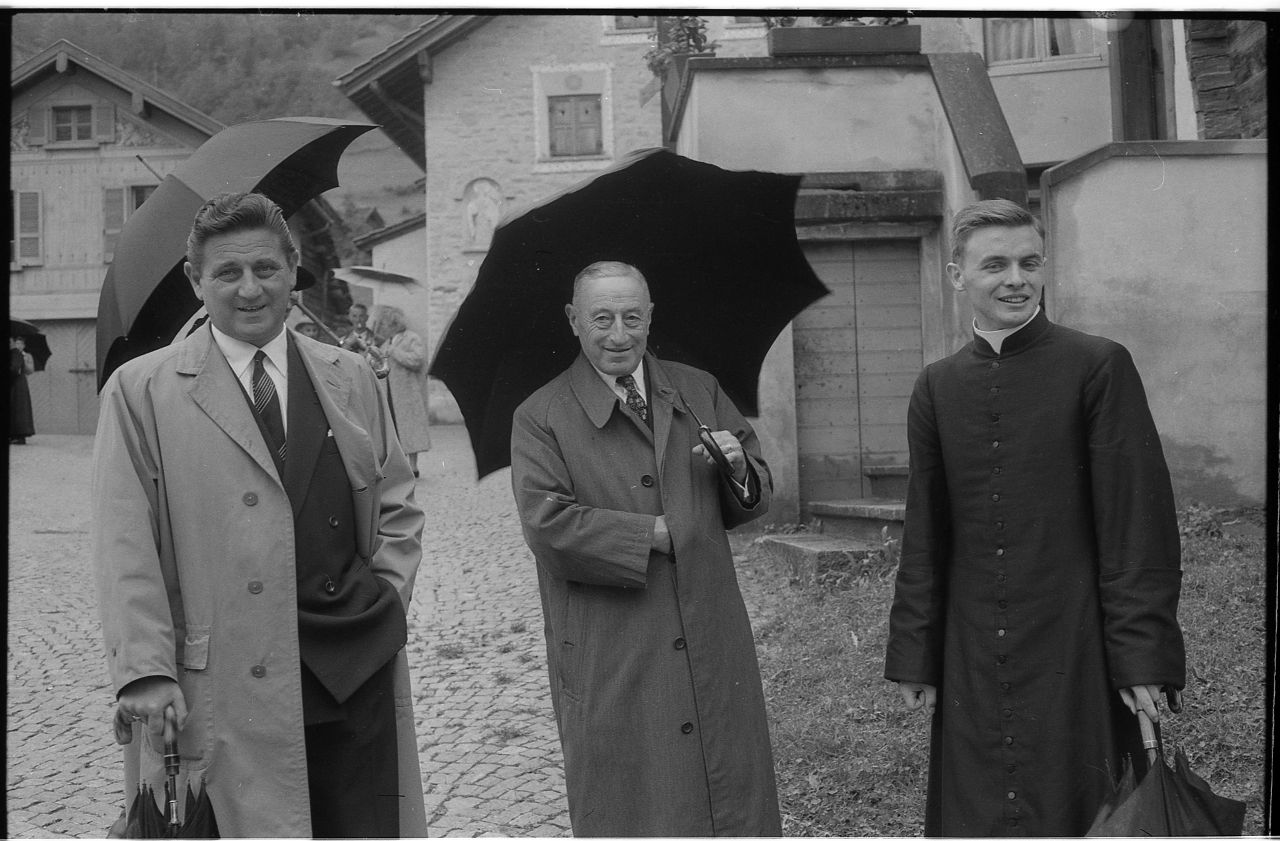
Alberto Stefani (links) und Monsignore Eugenio Corecco

Alberto Stefani (* 3. August 1918 in Giornico; † 3. August 2006 ebenda) war ein Schweizer Politiker der Christlichdemokratischen Volkspartei (CVP).

## Leben
Der Sohn von Enrico und Ida Pedretti schrieb sich nach dem Besuch des Papio-Kollegs in Ascona an der Fakultät für Elektrotechnik der ETH Zürich ein. Nachdem er seine ersten Prüfungen bestanden hatte, wurde er mit der allgemeinen Mobilisierung des Zweiten Weltkriegs zum aktiven Militärdienst einberufen. Als er sich verabschiedete, hatte das Semester der Elektrotechnik bereits begonnen, so dass er beschloss, sich an der juristischen Fakultät der Universität Freiburg einzuschreiben, um ein juristisches Studium zu absolvieren. Nachdem er sich für das Thema begeistert hatte, beschloss er, diesen Weg fortzusetzen, indem er ein Jurastudium erfolgreich beendete und später in den Kanton Tessin zurückkehrte, um das Patent des Rechtsanwalts und Notars zu erwerben. Er war Inhaber einer Anwaltskanzlei in Faido und übte seinen Beruf bis zu seinem Tod aus.
Er war mit Livia Anna Pasteris (geb. 1928) verheiratet und hatte zwei Kinder.

## Politik
Im Jahr 1961 übernahm Stefani den Vorsitz der damaligen Tessiner Konservativen Demokratischen Partei, die 1971 in Partito Popolare Democratico (PPD) umbenannt wurde. 1981 trat er zurück, um im darauf folgenden Jahr zum Ehrenpräsidenten ernannt zu werden. Er war von 1949 bis 1956 Bürgermeister von Giornico und in der gleichen Zeit Mitglied des Grossen Rates des Kanton Tessins. Von 1956 bis 1962 amtierte er als Staatsrat, zuerst als Leiter des Departements für öffentliche Bildung und Inneres und dann, ab 1959, des in jenem Jahr geschaffenen Departements für öffentliche Wirtschaft. Außerdem war er von 1963 bis 1983 Ständerat für die CVP.
Stefani hatte den Vorsitz in verschiedenen Verwaltungsräten, darunter im Bezirkskrankenhaus von Faido, im Altenheim Santa Croce und in der Azienda Elettrica Ticinese (AET).